# Operación Flavius
La Operación Flavius fue una operación militar en la que tres miembros de una célula del Ejército Republicano Irlandés Provisional (IRA) fueron asesinados a tiros por miembros encubiertos del Servicio Aéreo Especial Británico (SAS) en Gibraltar el 6 de marzo de 1988. Se cree que los tres, Seán Savage, Daniel McCann y Mairéad Farrell, que eran miembros de la Brigada Provisional de Belfast del IRA, estaban organizando un ataque con coche bomba contra el personal militar británico en Gibraltar. 
Desde finales de 1987, las autoridades británicas sabían que el IRA planeaba detonar una bomba en la ceremonia de cambio de guardia frente a la residencia del gobernador en el Territorio Británico Dependiente de Gibraltar. Cuando Savage, McCann y Farrell viajaron a España en preparación para el ataque, fueron rastreados a petición del gobierno británico. El día de los disparos, se vio a Savage estacionando un Renault blanco en el estacionamiento utilizado como área de reunión para el desfile; McCann y Farrell fueron vistos cruzando la frontera poco después.

## Eventos del 6 de marzo
Después de que un oficial militar de desactivación de bombas informara que el automóvil de Savage debería ser tratado como una presunta bomba, la policía entregó el control de la operación al SAS. Mientras los soldados se colocaban en posición para interceptar al trío, Savage se separó de McCann y Farrell y comenzó a correr hacia el sur. Dos soldados persiguieron a Savage mientras dos se acercaban a McCann y Farrell; mientras lo hacían, se dijo que la pareja hizo movimientos amenazadores, como resultado de lo cual los soldados abrieron fuego y les dispararon varias veces. Cuando los soldados alcanzaron a Savage, se alegó que se dio la vuelta para mirarlos mientras buscaba en su chaqueta; también recibió varios disparos. Posteriormente se descubrió que los tres iban desarmados, y se descubrió que el automóvil de Savage no contenía explosivos. Las investigaciones resultantes de las llaves encontradas en Farrell llevaron a las autoridades a un segundo automóvil, que contenía una gran cantidad de explosivos, en un estacionamiento en Marbella.

## Investigación

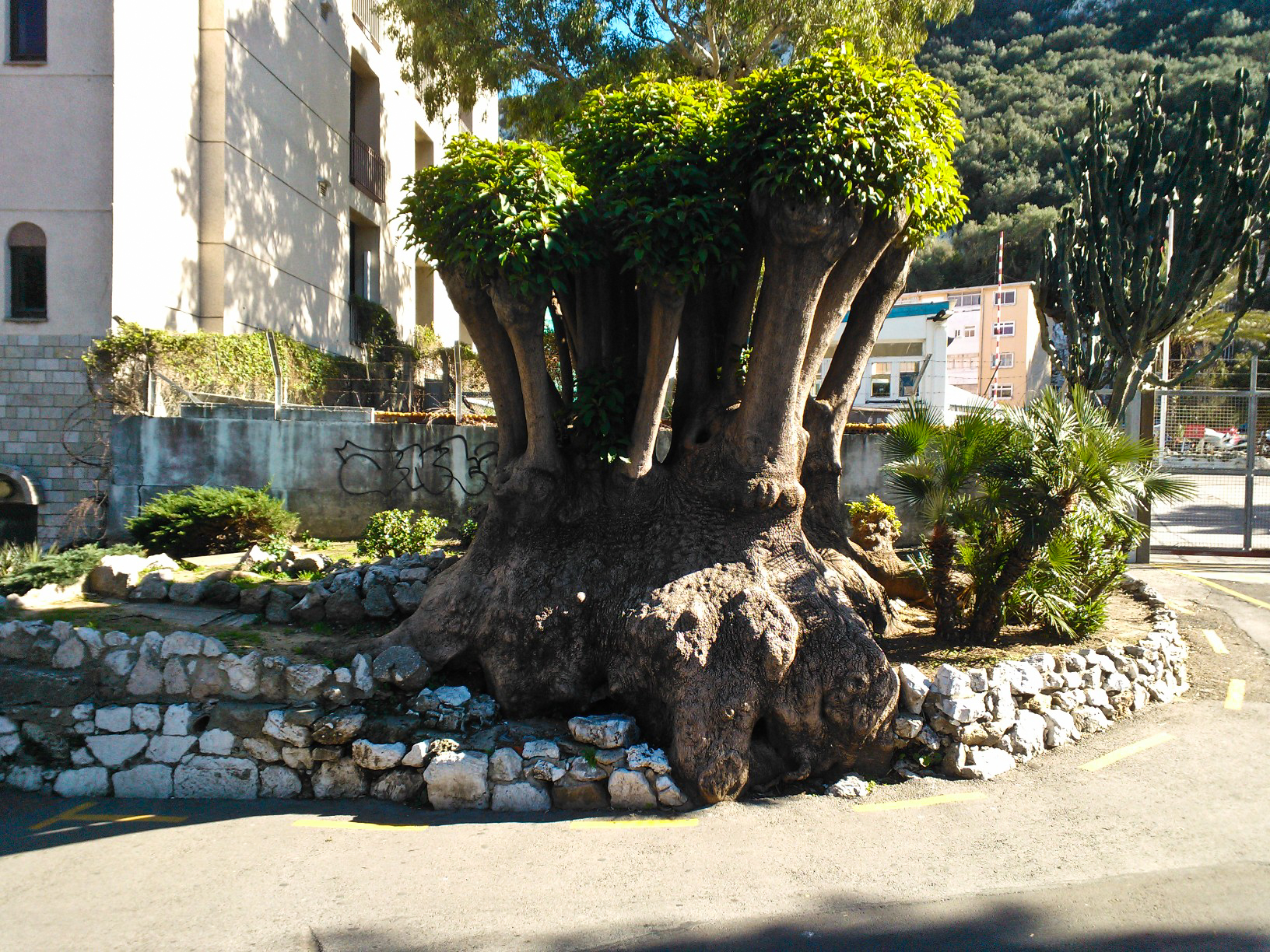
Lugar en el que Seán Savage fue abatido

Casi dos meses después del tiroteo, se emitió en la televisión británica el documental "Death on the Rock" ("Muerte en la Roca"). Utilizando reconstrucciones y relatos de testigos presenciales, presentó la posibilidad de que los tres miembros del IRA hubieran sido asesinados ilegalmente. El documental resultó extremadamente controvertido; varios periódicos británicos lo describieron como "juicio por televisión". 
La investigación sobre las muertes comenzó en septiembre de 1988. Se desveló que las autoridades británicas y de Gibraltar que el equipo del IRA había sido rastreado hasta el aeropuerto de Málaga, donde la policía española los había perdido, y que los tres no reaparecieron hasta que se vio a Savage estacionando su automóvil en Gibraltar. Cada uno de los soldados testificó que habían abierto fuego con la creencia de que los presuntos atacantes buscaban armas o un detonador remoto. Entre los civiles que declararon se encontraban los testigos presenciales descubiertos por "Muerte en la Roca", quienes relataron haber visto a los tres disparados sin previo aviso, con las manos en alto o mientras estaban en el suelo. Kenneth Asquez, quien le dijo al documental que había visto a un soldado disparar contra Savage repetidamente mientras este último estaba en el suelo, se retractó de su declaración en la investigación, alegando que lo habían presionado para que la diera. El 30 de septiembre, el jurado de instrucción emitió un veredicto de "homicidio legal". Insatisfechas, las familias llevaron el caso al Tribunal Europeo de Derechos Humanos. Al emitir su sentencia en 1995, el tribunal determinó que la operación había violado el artículo 2 del Convenio Europeo de Derechos Humanos, ya que el hecho de que las autoridades no arrestaran a los sospechosos en la frontera, junto con la información proporcionada a los soldados, hizo que el uso de fuerza letal fuera casi inevitable. La decisión se cita como un caso histórico en el uso de la fuerza por parte del Estado.

## Hechos posteriores
El 16 de marzo, el funeral de los tres miembros del IRA fue atacado por un lealista que empuñaba pistolas y granadas, dejando tres personas muertas. Unos días después, en el funeral de una de las víctimas, el IRA disparó contra dos soldados británicos vestidos de civil que habían entrado en el cortejo por error.